# ブレヤ・ダム

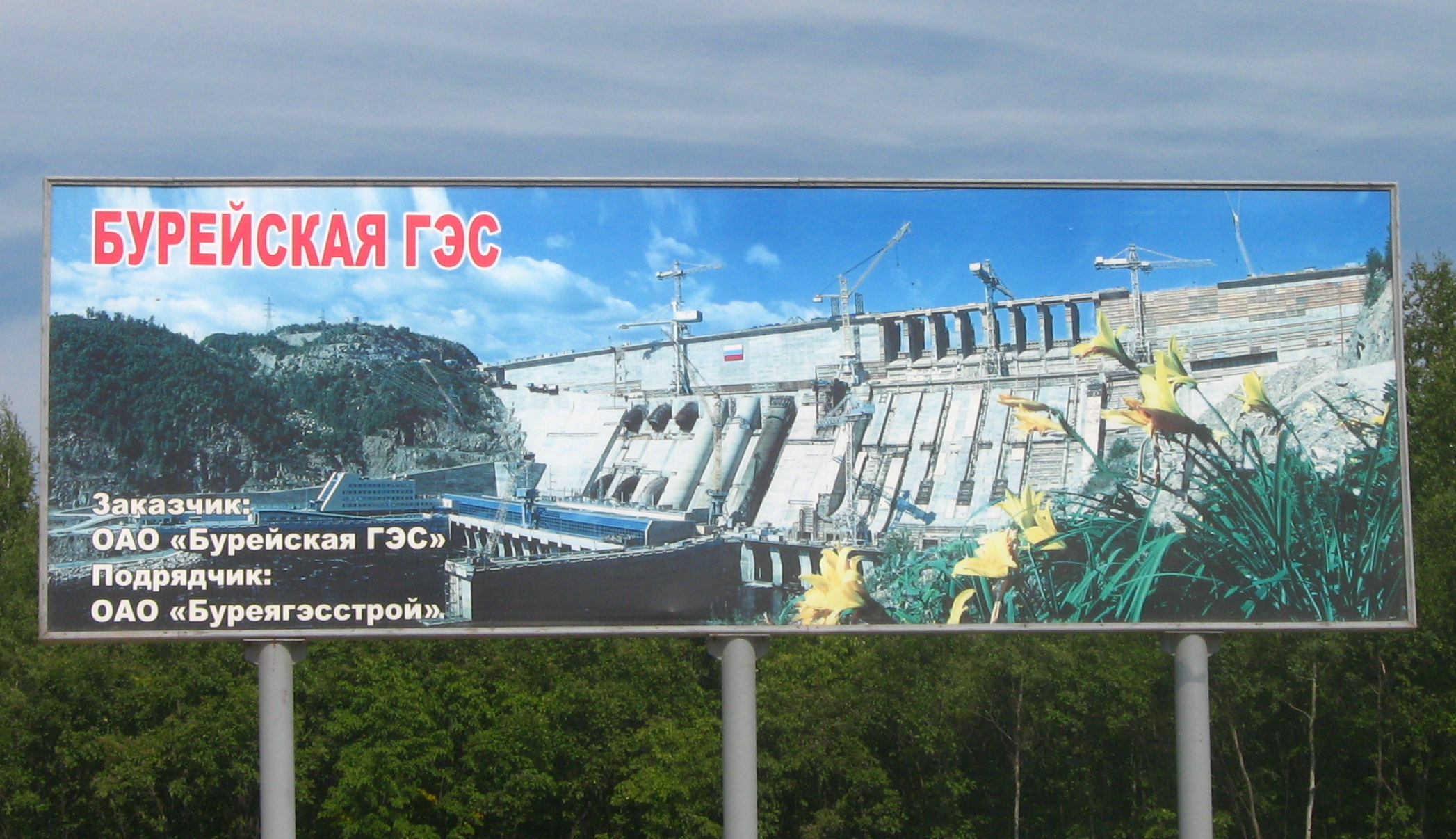

ブレヤ・ダム（Bureya Dam, Бурейская ГЭС, Bureyskaya）は、ロシア極東連邦管区、ブレヤ川に位置する水力発電ダム。1976年に工事開始、ところが1989年に工事費の大幅縮小が実行され1999年まで工事が中止されてしまう。工事再開後、2003年に最初の発電機が設置され、2009年に完成した。高さは140メートル。ダムによって形成されたブレイスコエ貯水池は750平方キロメートルの水域を誇る。ロシアでも10指に入る発電量とされ、6つのタービンで2010メガワットの公称出力がある。
発電量：
- 2018年時点：2010 MW（6基 × 335 MW）